# فیزیک مزوسکوپیک
فیزیک مزوسکوپیک (به انگلیسی: Mesoscopic physic)، زیرشاخه‌ای از فیزیک ماده متراکم است که با موادی با اندازه متوسط سروکار دارد. اندازه این مواد بین نانومقیاس برای مقداری از اتم‌ها (به عنوان مثال یک مولکول) و مواد با اندازه‌گیری میکرومتر متغیر است. حدپایین را می‌توان به عنوان اندازه هر اتم نیز تعریف کرد. در سطح میکرومتر مواد حجیم هستند. اجسام مزوسکوپی و ماکروسکوپی حاوی اتم‌های زیادی هستند. در حالی که خواص متوسط به دست آمده از مواد تشکیل‌دهنده آن، اجسام ماکروسکوپی را توصیف می‌کنند، زیرا آن‌ها معمولاً از قوانین مکانیک کلاسیک پیروی می‌کنند، یک جسم مزوسکوپی، در مقابل، تحت تأثیر نوسانات حرارتی حول میانگین قرار می‌گیرد و رفتار الکترونیکی آن ممکن است نیاز به مدل‌سازی در سطح مکانیک کوانتوم داشته باشد..
یک دستگاه الکترونیکی ماکروسکوپی، زمانی که به اندازه مزو کوچک شود، شروع به آشکار کردن خواص مکانیکی کوانتومی می‌کند. به عنوان مثال، در سطح ماکروسکوپی، رسانایی یک سیم به‌طور مداوم با قطر آن افزایش می‌یابد. با این حال، در سطح مزوسکوپی، رسانایی سیم کوانتیده می‌شود: افزایش‌ها در مراحل مجزا رخ می‌دهند. در طی تحقیقات، دستگاه‌های مزوسکوپی ساخته شده، اندازه‌گیری و مشاهده می‌شوند تا به‌طور تجربی و نظری به درک بهتری از فیزیک عایق‌ها، نیمه‌رساناها، فلزات و ابررساناها برسند. علم کاربردی فیزیک مزوسکوپی با پتانسیل ساخت وسایل نانو سروکار دارد.
فیزیک مزوسکوپی همچنین به مشکلات عملی اساسی می‌پردازد. زمانی که یک جسم ماکروسکوپی کوچک می‌شود، مانند کوچک سازی ترانزیستورها در الکترونیک نیمه‌هادی، رخ می‌دهد. خواص مکانیکی، شیمیایی و الکترونیکی مواد با نزدیک شدن اندازه آن‌ها به مقیاس نانو تغییر می‌کند، جایی که درصد اتم‌ها در سطح مواد قابل توجه می‌شود. برای مواد توده‌ای بزرگ‌تر از یک میکرومتر، درصد اتم‌ها در سطح نسبت به تعداد اتم‌های کل ماده ناچیز است. این زیرشاخه عمدتاً به ساختارهای مصنوعی از فلز یا مواد نیمه‌رسانا می‌پردازد که با تکنیک‌های به کار رفته برای تولید مدارهای میکروالکترونیک ساخته شده‌اند.
هیچ تعریف سفت و سختی برای فیزیک مزوسکوپی وجود ندارد اما سیستم‌های مورد مطالعه معمولاً در محدوده ۱۰۰ نانومتر (اندازه یک ویروس معمولی) به ۱ ۰۰۰ نانومتر (اندازه یک باکتری معمولی) قرار دارند: ۱۰۰ نانومتر حد بالایی تقریبی برای یک نانوذره است. بنابراین، فیزیک مزوسکوپی ارتباط نزدیکی با حوزه‌های نانوساخت و فناوری نانو دارد. دستگاه‌های مورد استفاده در فناوری نانو نمونه‌هایی از سیستم‌های مزوسکوپی هستند. سه دسته از پدیده‌های الکترونیکی جدید در چنین سیستم‌هایی عبارتند از اثرات تداخل، اثرات محصور شدن کوانتومی و اثرات شارژ شدن.

## اثرات محصور شدن کوانتومی

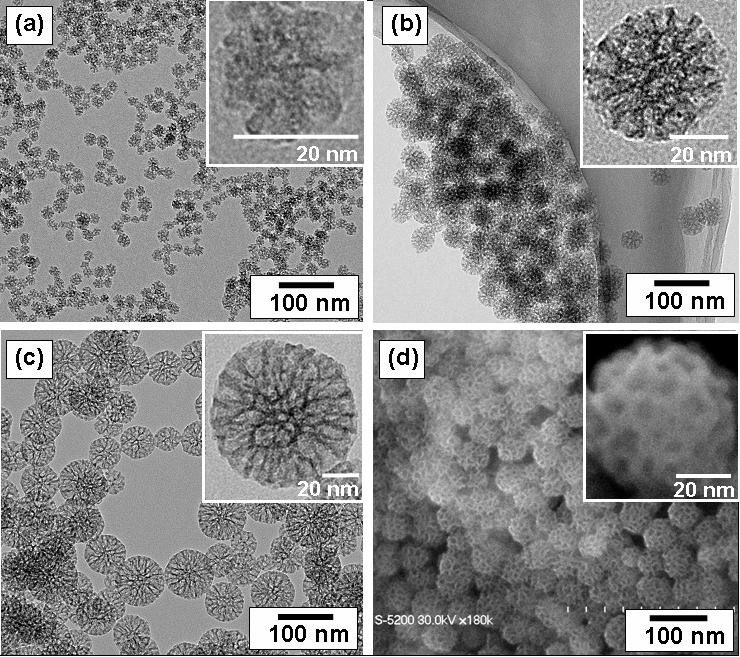
نانو ذره

اثرات محصور شدن کوانتومی الکترون‌ها را بر حسب سطوح انرژی، چاه‌های پتانسیل، نوارهای ظرفیت، نوارهای رسانایی و شکاف‌های باند انرژی الکترون توصیف می‌کنند.
الکترون‌ها در مواد دی‌الکتریک حجیم (بزرگتر از ۱۰ نانومتر) را می‌توان با باندهای انرژی یا سطوح انرژی الکترون توصیف کرد. الکترون‌ها در سطوح یا باندهای مختلف انرژی وجود دارند. در مواد حجیم این سطوح انرژی به صورت پیوسته توصیف می‌شوند زیرا تفاوت انرژی ناچیز است. همان‌طور که الکترون‌ها در سطوح مختلف انرژی تثبیت می‌شوند، بیش‌تر آن‌ها در نوارهای ظرفیتی زیر سطح انرژی ممنوع به ارتعاش می‌افتند که به آن شکاف نواری می‌گویند. این ناحیه یک محدوده انرژی است که هیچ حالت الکترونی در آن وجود ندارد. مقدار کمتری دارای سطوح انرژی بالاتر از شکاف ممنوع است و این نوار هدایت است.
اثر محصور شدن کوانتومی زمانی قابل مشاهده است که قطر ذره به اندازه طول موج تابع موج الکترون باشد.[۴] وقتی مواد به این اندازه کوچک باشند، خواص الکترونیکی و نوری آنها به‌طور قابل ملاحظه ای از خواص مواد حجیم منحرف می‌شود. مشخصه‌ها دیگر به صورت توده ای متوسط نیستند، و از این رو پیوسته هستند، بلکه در سطح کوانتومی هستند و بنابراین گسسته هستند. به عبارت دیگر، طیف انرژی گسسته می‌شود و به عنوان کوانتوم اندازه‌گیری می‌شود، نه پیوسته مانند مواد توده. در نتیجه، شکاف باند خود را ادعا می‌کند: یک جدایی کوچک و محدود بین سطوح انرژی وجود دارد. این وضعیت سطوح انرژی گسسته، محصوره کوانتومی نامیده می‌شود.
علاوه بر این، اثرات محصور شدن کوانتومی شامل جزایر جدا شده‌ای از الکترون‌ها است که ممکن است در سطح مشترک بین دو ماده نیمه هادی مختلف تشکیل شوند. الکترون‌ها معمولاً محدود به نواحی دیسک‌شکل به نام نقاط کوانتومی هستند. همان‌طور که در بالا ذکر شد، محصور شدن الکترون‌ها در این سیستم‌ها برهمکنش آنها را با تابش الکترومغناطیسی به‌طور قابل توجهی تغییر می‌دهد.
از آنجایی که سطوح انرژی الکترونی نقاط کوانتومی به جای پیوسته گسسته‌است، جمع یا تفریق تنها چند اتم به نقطه کوانتومی تأثیری در تغییر مرزهای شکاف باند دارد. تغییر هندسه سطح نقطه کوانتومی نیز انرژی گپ باند را تغییر می‌دهد، که دوباره به دلیل کوچک بودن نقطه و اثرات محصور شدن کوانتومی است.

## اثرات تداخل
در رژیم مزوسکوپی، پراکندگی از نقص‌ها - مانند ناخالصی‌ها - باعث ایجاد اثرات تداخلی می‌شود که جریان الکترون‌ها را تعدیل می‌کند. امضای تجربی اثرات تداخل مزوسکوپی، ظهور نوسانات قابل تکرار در مقادیر فیزیکی است. به عنوان مثال، رسانایی یک نمونه داده شده به صورت ظاهراً تصادفی به عنوان تابعی از نوسانات در پارامترهای آزمایشی نوسان می‌کند. با این حال، اگر پارامترهای آزمایشی به مقادیر اولیه خود بازگردند، می‌توان همان الگو را ردیابی کرد. در واقع، الگوهای مشاهده شده در طی چند روز قابل تکرار هستند. اینها به عنوان نوسانات هدایت جهانی شناخته می‌شوند.

## دینامیک مزوسکوپی حل شده با زمان
آزمایش‌های حل‌شده با زمان در دینامیک مزوسکوپی: مشاهده و مطالعه، در مقیاس نانو، دینامیک فاز متراکم مانند تشکیل ترک در جامدات، جداسازی فاز، و نوسانات سریع در حالت مایع یا در محیط‌های مرتبط بیولوژیکی. و مشاهده و مطالعه، در مقیاس نانو، دینامیک فوق سریع مواد غیر کریستالی.